# وولها خودزنکا
وولها خودزنکا ((به بلاروسی: Вольга Сяргееўна Худзенка)؛ زادهٔ ۱۲ مهٔ ۱۹۹۲) قایقران کانو زن اهل بلاروس است.
وی در مسابقات کشوری و بین‌المللی در مجموع برندهٔ ۱۱ مدال طلا، ۱۱ مدال نقره، ۱۱ مدال برنز شده‌است.